# Donje Sinkovce
Donje Sinkovce (izvirno srbsko Доње Синковце) je naselje v Srbiji, ki upravno spada pod Mesto Leskovac; slednja pa je del Jablaniškega upravnega okraja.

## Demografija
V naselju živi 1286 polnoletnih prebivalcev, pri čemer je njihova povprečna starost 37,2 let (36,6 pri moških in 37,8 pri ženskah). Naselje ima 473 gospodinjstev, pri čemer je povprečno število članov na gospodinjstvo 3,51.
To naselje je, glede na rezultate popisa iz leta 2002, večinoma srbsko, a v času zadnjih 3 popisov je opazen porast števila prebivalcev.
|  |

| Demografija | Demografija     | Demografija     |
| Leto        | Št. prebivalcev | Št. prebivalcev |
| ----------- | --------------- | --------------- |
|             |                 |                 |
|             |                 |                 |
|             |                 |                 |
|             |                 |                 |
| 1948        | 377             |                 |
| 1953        | 388             |                 |
| 1961        | 574             |                 |
| 1971        | 920             |                 |
| 1981        | 1306            |                 |
| 1991        | 1502            | 1494            |
| 2002        | 1697            | 1661            |
|             |                 |                 |

| Etnična sestava po popisu iz leta 2002 | Etnična sestava po popisu iz leta 2002 | Etnična sestava po popisu iz leta 2002 | Etnična sestava po popisu iz leta 2002 | Etnična sestava po popisu iz leta 2002 |
| -------------------------------------- | -------------------------------------- | -------------------------------------- | -------------------------------------- | -------------------------------------- |
| Srbi                                   | Srbi                                   |                                        | 1.626                                  | 97,89%                                 |
| Črnogorci                              | Črnogorci                              |                                        | 9                                      | 0,54%                                  |
| Makedonci                              | Makedonci                              |                                        | 7                                      | 0,42%                                  |
| Jugoslovani                            | Jugoslovani                            |                                        | 2                                      | 0,12%                                  |
| Ukrajinci                              | Ukrajinci                              |                                        | 1                                      | 0,06%                                  |
| Slovenci                               | Slovenci                               |                                        | 1                                      | 0,06%                                  |
| Bolgari                                | Bolgari                                |                                        | 1                                      | 0,06%                                  |
| Neznano                                | Neznano                                |                                        | 12                                     | 0,72%                                  |